# Harttia
Genre
Harttia est un  genre de poisson-chat (ordre des Siluriformes) de la famille des Loricariidés appartenant à la sous-famille des Loricariinae.

## Liste des espèces
Selon FishBase (28 octobre 2017) :
- Harttia absaberi Oyakawa, Fichberg & Langeani, 2013
- Harttia carvalhoi Miranda Ribeiro, 1939
- Harttia depressa Rapp Py-Daniel & Oliveira, 2001
- Harttia dissidens Rapp Py-Daniel & Oliveira, 2001
- Harttia duriventris Rapp Py-Daniel & Oliveira, 2001
- Harttia fluminensis Covain & Fisch-Muller, 2012
- Harttia fowleri (Pellegrin, 1908)
- Harttia garavelloi Oyakawa, 1993
- Harttia gracilis Oyakawa, 1993
- Harttia guianensis Rapp Py-Daniel & Oliveira, 2001
- Harttia kronei Miranda Ribeiro, 1908
- Harttia leiopleura Oyakawa, 1993
- Harttia longipinna Langeani, Oyakawa & Montoya-Burgos, 2001
- Harttia loricariformis Steindachner, 1877
- Harttia merevari Provenzano, Machado-Allison, Chernoff, Willink & Petry, 2005
- Harttia novalimensis Oyakawa, 1993
- Harttia punctata Rapp Py-Daniel & Oliveira, 2001
- Harttia rhombocephala Miranda Ribeiro, 1939
- Harttia surinamensis Boeseman, 1971
- Harttia torrenticola Oyakawa, 1993
- Harttia trombetensis Rapp Py-Daniel & Oliveira, 2001
- Harttia tuna Covain & Fisch-Muller, 2012
- Harttia uatumensis Rapp Py-Daniel & Oliveira, 2001